# Will Buxton
Will Buxton (14 de fevereiro de 1981 –) é um apresentador de Fórmula 1 e repórter que trabalha para a Liberty Media.

## Início de carreira
Enquanto estava na universidade, Buxton tornou a escrever para o GrandPrix.com, em 2001. Em 2002, ingressou na Official Formula 1 Magazine como redator integral, na qual manteve-se na posição até seu fechamento em fevereiro de 2004, oportunidade em que passou a trabalhar como freelance.
Um ano depois, lhe foi ofertado o cargo de assessor de imprensa para a temporada inaugural da GP2 Series; mais tarde, foi promovido a Diretor de Comunicações. Em 2008, Buxton acedeu ao cargo de editor da revista virtual GPWeek, e, a seguir, em 2009, ele começou a fornecer comentários ao vivo para a GP2 Series e GP2 Asia Series, através do Formula One Management.

## Fórmula 1
Em 2010, Buxton se juntou ao Speed, um canal de automobilismo que pertencia à rede Fox Sports, como repórter de pitlane da Fórmula 1, até quando esta perdeu os direitos de transmissão da F1 no final de 2012. Em 2013, os direitos de transmissão da Fórmula 1 foram para a NBC Sports, emissora em que Buxton retomou seu papel como repórter in loco, além de mais tarde juntar-se à equipe de transmissão da NBC para corridas da Indycar, até 2017.
Em uma entrevista concedida à Sky Sports F1 em dezembro de 2017, o redator apoiou as mudanças que a Liberty Media havia feito até tal ponto detendo a Fórmula 1, não obstante tenham desfeito sua ocupação na NBC.
Buxton regressou à Fórmula 1 de modo oficial em 2018, consolidando-se como o primeiro apresentador digital do Formula One Group. Ele sedia uma série de recursos em seu canal oficial no YouTube, incluindo  a série Paddock Pass, traço herdado da NBC.
Em 2019, 2020, 2021 e 2022 Will esteve presente na série de documentários da Netflix Formula 1: Drive to Survive, embasada nas temporadas de Fórmula 1 de 2018, 2019 e 2020, relatando sua opinião sobre os eventos cobertos pela série. Também em 2019 desferiu seu primeiro livro, My Greatest Defeat: Stories of Hardship and Hope from Motor Racing's Finest Heroes, exibindo ilustrações de Giuseppe Camuncoli.

## Filmografia
| Ano       | Título                        | Função    | Rede    | Notas                                           | Ref.        |
| --------- | ----------------------------- | --------- | ------- | ----------------------------------------------- | ----------- |
| 2019–2022 | "Formula 1: Drive to Survive" | Ele mesmo | Netflix | Primeira, segunda, terceira e quarta temporadas | [ 7 ] [ 8 ] |

| Ano       | Título         | Função    | Rede  | Notas                                  | Ref.  |
| --------- | -------------- | --------- | ----- | -------------------------------------- | ----- |
| 2018–2021 | "Paddock Pass" | Ele mesmo | F1 TV | Temporadas de 2018, 2019, 2020 e 2021. | [ 9 ] |

## Aparições em jogos eletrônicos
| Ano  | Título  | Modelo  | Plataforma             | Desenvolvedor | Publicadora | Ref.   |
| ---- | ------- | ------- | ---------------------- | ------------- | ----------- | ------ |
| 2020 | F1 2020 | Esporte | Playstation, Xbox e PC | Codemasters   | Codemasters | [ 10 ] |
| 2021 | F1 2021 | Esporte | Playstation, Xbox e PC | Codemasters   | EA Sports   | [ 11 ] |

## Vida pessoal
Buxton nasceu em Portsmouth, mas cresceu em Malvern, Worcestershire, frequentando a King's School, Worcester, onde foi corista na Catedral de Worcester sob o comando de Donald Hunt. Eventualmente, passou a estudar no Lord Wandsworth College e Sixth Form College de Farnborough, em Hampshire, antes que estudasse política na Universidade de Leeds.
Em 2018, Buxton anunciou que estava noivo de Victoria Helyar, que trabalhava em marketing para a Racing Point F1 Team, renomeada Aston Martin Cognizant Formula One Team.